# Słonecznik (stacja kolejowa)
Słonecznik – zlikwidowana stacja kolejowa w Słoneczniku, w gminie Morąg, w powiecie ostródzkim w województwie warmińsko-mazurskim, w Polsce. Położona na linii kolejowej z Miłomłyna do Morąga. Linia ta została ukończona w 1909 roku Linia ta została rozebrana w 1998 roku.